# جایزه بزرگ پرتغال ۱۹۵۸
جایزه بزرگ پرتغال ۱۹۵۸ (انگلیسی: ‎1958 Portuguese Grand Prix‎) یک مسابقهٔ موتوری در رشتهٔ اتومبیل‌رانی فرمول یک بود که در تاریخ ۲۴ اوت ۱۹۵۸ در پیست باویستا واقع در اپورتو (پورتو)، پرتغال برگزار شد. این گراند پری در میان ۱۱ گراند پری در فصل ۱۹۵۸، مسابقهٔ شمارهٔ ۹ بود.
در این مسابقه که در ۵۰ دور و به مسافت ۳۷۰ کیلومتر (۲۲۹٫۹۰۷ مایل) برگزار شد، پول پوزیشن توسط استیرلینگ ماس کسب شد و سریع‌ترین زمان برای طی یک دور پیست که برابر با ۲:۳۲٫۳۷ بود نیز توسط مایک هاثورن به ثبت رسید.
استیرلینگ ماس از تیم ون‌وال، مایک هاثورن از تیم فراری و استوارت لوییس-اوانز از تیم ون‌وال به‌ترتیب مقام‌های اول تا سوم مسابقه را کسب کردند.

## رده‌بندی قهرمانی پس از مسابقه
|       | جایگاه | راننده        | امتیاز  |
| ----- | ------ | ------------- | ------- |
|       | ۱      | مایک هاثورن   | ۳۶ (۳۷) |
|       | ۲      | استیرلینگ ماس | ۳۲      |
|       | ۳      | تونی بروکز    | ۱۶      |
|       | ۴      | پیتر کالینز   | ۱۴      |
|       | ۵      | روی سالوادوری | ۱۳      |
| منبع: |        |               |         |

|       | جایگاه | سازنده      | امتیاز  |
| ----- | ------ | ----------- | ------- |
| ۱     | ۱      | ون‌وال       | ۴۱      |
| ۱     | ۲      | فراری       | ۴۰ (۴۵) |
|       | ۳      | کوپر-کلیمکس | ۲۹      |
|       | ۴      | بی‌آرام      | ۱۵      |
|       | ۵      | مازراتی     | ۶       |
| منبع: |        |             |         |

یادداشت
- تنها پنج جایگاه نخست از هر رده‌بندی نمایش داده شده‌است.